# Pablo Berger
Pablo Berger Uranga (Bilbao, 1963) è un regista e sceneggiatore spagnolo di origine basca.

## Biografia
Nel 2012 dirige Blancanieves, film scelto per rappresentare la Spagna ai Premi Oscar 2014 nella categoria miglior film straniero e altre tre nomination agli European Film Awards 2013. Il film ha anche ottenuto 18 nomination per l'edizione 2013 del Premio Goya, il principale riconoscimento cinematografico spagnolo, vincendo 10 premi, tra cui quello per il miglior film.

## Filmografia
Regista e sceneggiatore
- Mamá (1988) cortometraggio
- Torremolinos 73 - Ma tu lo faresti un film porno? (Torremolinos 73) (2003)
- Blancanieves (2012)
- Abracadabra (2017)
- Robot Dreams (2023)